# Otiothops lajeado
Otiothops lajeado är en spindelart som beskrevs av Buckup och Ott 2004. Otiothops lajeado ingår i släktet Otiothops och familjen Palpimanidae. Inga underarter finns listade i Catalogue of Life.